# Призрачная красота
«Призрачная красота» (англ. Collateral Beauty; переводится как «Побочная красота» или «Сопутствующая красота») — американская драма 2016 года режиссёра Дэвида Френкеля. Мировая премьера состоялась 12 декабря 2016 года.

## Сюжет
В прологе глава нью-йоркского рекламного агентства Говард Инлет произносит яркую и мотивационную речь перед коллективом на корпоративе.
Три года спустя в жизни Говарда происходит несчастье — он теряет дочь и расстаётся с женой, понимая, что не может дальше быть с ней. Смерть дочери нанесла Говарду серьёзную психическую травму, он больше не способен к творческому труду. Вместо работы Говард целыми днями выстраивает сложные конструкции из домино, а затем разрушает их. Из-за полной отстранённости Говарда от деятельности компании рекламное агентство начинает терять клиентов, которые привыкли работать только с ним. Коллега Говарда, Уит Ярдсхэм, сообщает сотрудникам фирмы о том, что поступило выгодное предложение о продаже компании. Уит пытается обсудить ситуацию с Говардом, но тот не идёт на контакт.
Уит нанимает частного детектива Салли Прайс, которая в своё время раскрыла его измену, в результате чего с ним развелась жена. Уит и двое других сотрудников, Саймон Скотт и Клэр Уилсон, надеются, что детектив обнаружит недееспособность Говарда вследствие травмы, и это позволит отстранить его от формального управления и продать компанию. Ведя наблюдение, Прайс не обнаруживает ничего необычного в поведении Говарда, однако замечает, как он бросает в почтовый ящик три письма, и изымает их. Все письма Говард отправил не реальным людям, а неким общим понятиям: Любви, Времени и Смерти.
Однажды, проходя мимо толпы кандидаток на работу в компанию, Уит слышит от одной из них рекламный слоган, который производит на него впечатление. После этого девушка уходит, и Уит следует за ней. Затем он попадает в небольшое помещение, где знакомится с тремя актёрами, той самой девушкой Эми, парнем Раффи и пожилой женщиной Бриджит. Они мечтают поставить пьесу, но у них нет денег. Во время следующей встречи Уит, Саймон и Клэр предлагают актёрам деньги для постановки пьесы. Взамен этого Эми, Раффи и Бриджит должны будут сыграть роли Любви, Времени и Смерти, которые обсудят с Говардом написанные им письма.
Первой на контакт идёт Бриджит, обращаясь к Говарду от лица Смерти. Проходящая мимо Салли с внуком делают вид, что видят и слышат только Говарда. Затем Раффи приходит в офис и общается с Говардом в его кабинете от имени Времени. Пришедшая Клэр ведёт себя так, словно в офисе только она и Говард, из-за чего тот начинает серьёзно задумываться о своем психическом состоянии. Встреча с Эми в роли Любви ещё сильнее подталкивает Говарда к мысли об отклонениях в психике. Но этого мало для реализации плана по продаже компании. Тогда Уит, Клэр и Саймон предлагают актёрам ещё раз пообщаться с Говардом, но на этот раз они хотят, чтобы разговор был записан на видео с дальнейшим техническим удалением актёров. Эми категорически отказывается и уходит.
Параллельно с этим выясняется о наличии собственных проблем у Уита, Клэр и Саймона. Уит пытается наладить отношения со своей дочерью-подростком Эллисон после того, как изменил её матери. Клэр, полностью отдав себя работе и карьере, не нашла времени создать семью и периодически смотрит в Интернете доноров спермы для зачатия ребёнка. Саймон тайно борется с раком, но рассказал об этом только Бриджит.
Говард, начиная осознавать своё психическое состояние, решается зайти на собрание группы поддержки родителей, чьи дети умерли от тяжёлых заболеваний. Психотерапевт Мэделин, работающая с этой группой, также потеряла ребёнка из-за редкого смертельного заболевания. Однако у Говарда по-прежнему не получается признать и принять факт потери, даже произнести вслух имя и причину смерти своей дочери. Мэделин явно симпатизирует Говарду, но признаётся, что всё ещё любит своего мужа, несмотря на то, что они расстались и он в своё время передал ей записку с надписью «Если бы мы стали вновь незнакомыми». Мэделин говорит ему, что в день смерти дочери пожилая женщина в больнице посоветовала ей обратить внимание на «призрачную красоту», которую она научилась распознавать как проявление бескорыстной доброты после трагедии.
Тем временем Уит находит Эми, и та в итоге соглашается помочь, но только если он в обмен на это приложит все усилия для налаживания отношений с дочерью. Повторная встреча по очереди со Смертью, Временем и Любовью приводит Говарда в состояние агрессии, и он кричит на каждого из них, а тем временем Салли тайно записывает всё на видео. На собрании компании Говарду демонстрируют запись, где он ругается с пустотой, и просят объяснить поведение. Говард крайне разочарован поступком партнёра и сотрудников, но говорит им душевные слова, после чего подписывает документы на продажу компании. Изменения происходят и у других: Уит примиряется с Эллисон, Клэр начинает разбираться с проблемами в личной жизни, а Саймон рассказывает жене о болезни.
В канун Рождества Говард навещает Мэделин, и она уговаривает его посмотреть видеозапись, на которой её муж играет с их дочерью. Оказывается, что её муж — это Говард, играющий в домино с их дочерью. Говард пересиливает себя и наконец называет имя своей дочери и причину её смерти, а затем обнимает Мэделин. Также выясняется, что женщиной, рассказавшей Мэделин о «призрачной красоте», была Бриджит.
В финале Говард и Мэделин гуляют по Центральному парку. Пройдя под пешеходным мостом, Говард оборачивается и видит Эми, Раффи и Бриджит, наблюдающих за парой. Однако повернувшаяся вместе с ним Мэделин никого не видит. Тем самым подразумевается, что они на самом деле являются Любовью, Временем и Смертью, способными разговаривать с тем, кому нужна их помощь.

## В ролях
| Актёр           | Роль               |
| --------------- | ------------------ |
| Уилл Смит       | Говард Инлет       |
| Эдвард Нортон   | Уит Ярдсхэм        |
| Кира Найтли     | Эми Мур / «Любовь» |
| Майкл Пенья     | Саймон Скотт       |
| Наоми Харрис    | Мэделин            |
| Джейкоб Лэтимор | Раффи / «Время»    |
| Кейт Уинслет    | Клэр Уилсон        |
| Хелен Миррен    | Бриджит / «Смерть» |
| Энрике Мурсиано | Стэн               |
| Кайли Роджерс   | Эллисон Ярдсхэм    |
| Энн Дауд        | Салли Прайс        |
| Мэри Бет Пейл   | мать Уита          |

## Музыка
| №   | Название                                     | Автор(ы)         | Длительность |
| --- | -------------------------------------------- | ---------------- | ------------ |
| 1.  | «Introducing Howard Inlet»                   | Theodore Shapiro | 1:05         |
| 2.  | «The Dream and the Letters»                  | Theodore Shapiro | 2:36         |
| 3.  | «Oncoming Traffic»                           | Theodore Shapiro | 0:33         |
| 4.  | «Whit Follows Amy»                           | Theodore Shapiro | 1:35         |
| 5.  | «Death Visits Howard»                        | Theodore Shapiro | 1:02         |
| 6.  | «Whit's Plan»                                | Theodore Shapiro | 2:46         |
| 7.  | «Grief Group»                                | Theodore Shapiro | 2:20         |
| 8.  | «Time Visit #1»                              | Theodore Shapiro | 1:40         |
| 9.  | «The War Is Over»                            | Theodore Shapiro | 1:20         |
| 10. | «Love Visit #1»                              | Theodore Shapiro | 1:05         |
| 11. | «Like Being in the Movies»                   | Theodore Shapiro | 1:10         |
| 12. | «Collateral Beauty»                          | Theodore Shapiro | 2:47         |
| 13. | «Whit and Amynew valueTime Visit #2»         | Theodore Shapiro | 3:05         |
| 14. | «Death Rides the F Train»                    | Theodore Shapiro | 1:57         |
| 15. | «Love Visit #2»                              | Theodore Shapiro | 1:23         |
| 16. | «Boardroom»                                  | Theodore Shapiro | 4:54         |
| 17. | «Leaving the Boardroom»                      | Theodore Shapiro | 1:01         |
| 18. | «Blink of an Eye»                            | Theodore Shapiro | 2:11         |
| 19. | «They Go Through You»                        | Theodore Shapiro | 1:20         |
| 20. | «Simon Pays Brigitte»                        | Theodore Shapiro | 0:55         |
| 21. | «Olivia»                                     | Theodore Shapiro | 5:43         |
| 22. | «The Bridge»                                 | Theodore Shapiro | 2:10         |
| 23. | «Let's Hurt Tonight (Collateral Beauty Mix)» | OneRepublic      | 3:22         |

### Бонус-треки
| №  | Название              | Исполнитель (ли)            | Длительность |
| -- | --------------------- | --------------------------- | ------------ |
| 1. | «Way Down We Go»      | Kaleo                       | 3:41         |
| 2. | «Looking Too Closely» | Fink                        | 5:11         |
| 3. | «World of Love»       | Sharon Jones, The Dap-Kings | 3:19         |

## Прокат
Премьера в Малайзии, России и на Тайване состоялась 15 декабря 2016 года, в Канаде, Индии и Индонезии — 16 декабря 2016 года, в Венгрии, Португалии и Сербии — 22 декабря 2016 года.

## Отзывы
Фильм получил негативные отзывы кинокритиков. На сайте Rotten Tomatoes у фильма 14 % положительных отзывов на основе 176 рецензий, со средней оценкой 3.5 из 10.
На сайте Metacritic — 23 балла из 100 на основе 40 рецензий.
Актёрский ансамбль фильма был номинирован на «Золотую малину» в категории «худший экранный дуэт» с формулировкой «Весь состав когда-то уважаемых актёров».